# Dia Internacional dos Povos Indígenas
Dia Internacional dos Povos Indígenas, comemorado no dia 9 de agosto, é uma data evocativa dos povos originários de todo o mundo - não somente das Américas, mas de todos os outros continentes.
Foi instituído pela Assembleia Geral das Nações Unidas através da resolução 49/214 de 23 de dezembro de 1994 para ser comemorado todos os anos durante a primeira década internacional dos povos indígenas (1995 – 2004). Em 2004, foi proclamada a segunda década internacional dos povos indígenas (2005 – 2015).

## História
O Dia Internacional dos Povos Indígenas do Mundo foi instituído pela Assembleia Geral das Nações Unidas em dezembro de 1994, para ser celebrado todos os anos, durante a primeira Década Internacional dos Povos Indígenas do Mundo (1995-2004). Em 2004, a Assembleia proclamou a Segunda Década Internacional, de 2005 a 2015, com o tema Uma Década para Ação e Dignidade. Pessoas de diferentes nações são incentivadas a participar da comemoração dessa data e divulgar a mensagem da ONU sobre os povos indígenas. As atividades podem incluir fóruns educacionais e atividades em sala de aula para obter uma apreciação e uma melhor compreensão dos povos indígenas. 
Pela resolução 49/214 de 23 de dezembro de 1994, a Assembleia Geral decidiu que o Dia Internacional dos Povos Indígenas do Mundo seria comemorado em 9 de agosto de cada ano durante a Década Internacional dos Povos Indígenas do Mundo. A data marca o dia da primeira reunião, em 1982, do Grupo de Trabalho da ONU sobre Populações Indígenas da Subcomissão de Promoção e Proteção dos Direitos Humanos.

## Ano Internacional das Línguas Indígenas 2019
No ano de 2016, foi relatado que cerca de 2 680 línguas indígenas estavam em perigo e prestes a se extinguir. Portanto, a ONU designou 2019 como o Ano Internacional das Línguas Indígenas, a fim de conscientizar as pessoas sobre a questão.